# Штаб оборонной разведки
Штаб оборонной разведки (яп. 情報本部 Дзё:хо:хомбу) — служба военной разведки Японии, ведущая, наряду с прочими видами, радиоэлектронную разведку. Находится под юрисдикцией Министерства обороны Японии.

## История
С конца 1980-х годов в Японии стали обсуждать возможность объединения разрозненных разведывательных подразделений Сил самообороны Японии. Реальное создание единой разведывательной службы началось в 1996 после принятия парламентом Японии соответствующего закона. Штаб оборонной разведки (Defence Intelligence Headquarters, DIH) был создан 20 января 1997 года, первым его руководителем стал генерал-лейтенант Масахиро Куними. Штат нового ведомства первоначально составлял 1580 военных и гражданских сотрудников, впоследствии его численность выросла до 2400 человек.
C 1998 сотрудники Штаба подключились к сбору и анализу информации, поступающей со спутников-шпионов.
Представители Штаба объявили в 2006 году, что в Вашингтоне создано его подразделение совместно с Агентством национальной безопасности США.
С 2006 года Штаб подчиняется непосредственно министру обороны Японии.

## Цели и задачи
Функции Штаба примерно соответствуют функциям Разведывательного управления министерства обороны США — сбор и анализ информации для планирования деятельности вооружённых сил Японии, включая как радиоэлектронную разведку, так и анализ открытых источников, а также информации, поступающей от других министерств и ведомств Японии, её посольств в других странах и т. д.

## Организационная структура
| Подразделение                        | Функции |
| ------------------------------------ | --- |
| Административный департамент         | Общее управление и логистика |
| Департамент планирования             | Руководство разведывательными операциями (агентурная разведка) |
| Картографический департамент         | Анализ результатов спутниковой фотосъёмки |
| Департамент радиоэлектроной разведки | Ведение радиоэлектронной разведки. Инфраструктура включает расположенный в Итигае комплекс радиоэлектронной аппаратуры, ведущий мониторинг источников в КНДР, а также шесть других станций: - Хигаси-Титосэ (префектура Хоккайдо, город Титосэ) - Кобунато (префектура Ниигата, город Сибата) - Ои (префектура Сайтама, город Фудзимино) - Михо (префектура Тоттори, город Сакаиминато) - Татиараи (префектура Фукуока, посёлок Тикудзен) - Кикайдзима (префектура Кагосима, посёлок Кикай) |
| Аналитический департамент            | Обобщает данные, поступившие из японских военных атташатов за рубежом, а также агентуры Штаба. |
| Департамент объединенной разведки    | Координация и взаимодействие с другими разведывательными службами Японии. |

## Руководители
Как правило, руководителем назначается офицер в звании генерал-лейтенанта или вице-адмирала.
Известные руководители Штаба:
- Масахиро Куними, генерал-лейтенант[7]
- Фумио Ота[8];
- Кэнъитиро Хокадзоно (бывший начальник штаба ВВС);
- Кодзи Симохира.